# コーヒー・テーブル・ブック

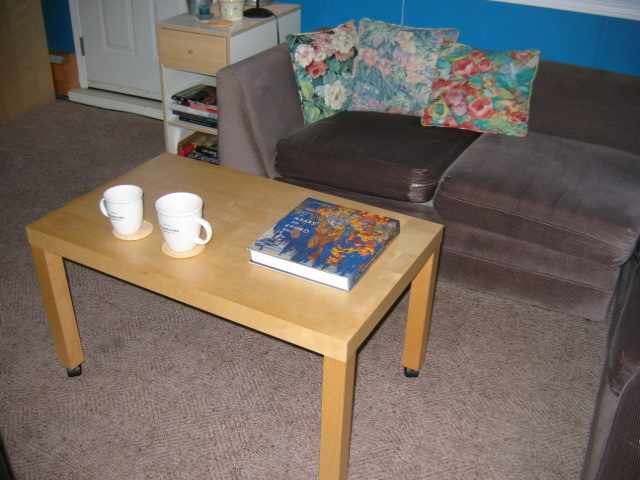
コーヒーテーブルに置かれたコーヒー・テーブル・ブック

コーヒー・テーブル・ブック（英：Coffee table book、カクテル・テーブル・ブックとも）とは、特大の、多くの場合ハードカバーで装丁された本である。ホストと訪問客との会話を弾ませたり、単に訪問客の待ち時間を埋めることが期待され、応接間や来客をもてなす空間に設えられたテーブルに置かれることが多い。内容は、主にノンフィクションやイメージ（写真集など）であることが多い。また、ページは写真やイラストで構成されており、多くの場合、長い文章ではなくキャプションや小さなテキストブロックが添えられている。肩の凝らない読み物としての内容が求められるため、文中の分析においてもより基礎的かつ専門用語に依らない書き方がされていることが多い。そのため、「コーヒー・テーブル・ブック」の語は、皮相的な議論しか行っていないことを揶揄し、侮蔑的に用いられることもある。
数学の分野におけるコーヒー・テーブル・ブックは、数学的な問題や定理を多数収録したノートのことを指すことが多い。この場合、特定の場所に集まった数学者たちや、共通の科学的関心によって結ばれたコミュニティによってまとめられたものを指す。著名な例としては、1930年代から1940年代にリヴィウ大学の数学者たちによって作られたスコティッシュ・ブックがある。

## 歴史
ミシェル・ド・モンテーニュは、1581年に記した『ウェルギリウスの詩句について』のなかで、閲読よりも鑑賞をおもな目的とした本について以下のように述べている。
わたしは自分のエッセー〔随想〕が、婦人たちにただ共有の道具かお客間の家具くらいに、取扱われているのにはうんざりする。……—ミシェル・ド・モンテーニュ、『モンテーニュ随想録』第三巻「ウェルギリウスの詩句について」関根秀雄訳、
それからおよそ2世紀後、ローレンス・スターンは、1759年に発表したコミック小説『トリストラム・シャンディ』（原題：『紳士トリストラム・シャンディの生涯と意見』） の中で、
わたしの生涯と意見は世間を騒がせ、『天路歴程』に負けず劣らず読まれるであろうし、そして終いには、モンテーニュが恐れていた、彼のエセーが至った末路、すなわち、窓辺の本となるだろう。—ローレンス・スターン、『トリストラム・シャンディ』
という、より楽観的な見方を示している。
1940年代後半、アルベール・スキラ をはじめ、カイエやエディシオン・ティスネ、エディシオン・マゼノ、ハリー・N・エイブラムスなどの出版社が、大型で二折判や四折判の、別丁のカラープレートが挿入されている美術書の制作を始めた。海外の市場を主眼に出版されたこれらの本は、今日においてコーヒー・テーブル・ブックとして知られるスタイルの発展に大きな影響を及ぼした。
デビッド・ブラウアー は、コーヒー・テーブル・ブックを発明した人物として知られている。ブラウアーは、自然保護団体シエラクラブの事務局長を務めるかたわら、自然の写真と自然に関する文章を組み合わせた、彼曰く「ページはイメージの持つ迫力を伝えるのに十分な大きさ。一目ですべてを見渡すものではなく、イメージの境界線上を動き回ることが求められる」本のシリーズを思いついていた。アンセル・アダムスらが写真を、キュレーターで自然保護活動家のナンシー・ニューホールが文章を手掛けた1960年出版の"This is the American Earth"は、このシリーズにおける最初期の書籍である。後年「エキジビット・フォーマット」シリーズとして知られるこのシリーズは、最終的に20巻まで出版された。
1961年、『アーツ・マガジン』誌は、史上初めて「コーヒー・テーブル・ブック」について言及した。また、1962年に出版された"The Coffee Table Book of Astrology"は、題名でコーヒー・テーブル・ブックについて言及した最初の書籍である。
冷戦期には、コーヒー・テーブル・ブックはプロパガンダとしても用いられ、東ドイツの指導者ヴァルター・ウルブリヒトや、アルバニアの指導者ホッジャ人生を描いた写真集が出版された。
2011年時点では、歌手のマドンナが1992年に発売した『SEX』が、絶版したコーヒー・テーブル・ブックとしては最も検索されている。

## 大衆文化において
コーヒー・テーブル・ブックは、大衆文化のいくつかのジャンルにおいて取り上げられてきた。 
- 1980年代、イギリスのお笑いコンビ、メル・スミス（英語版） とグリフ・リース・ジョーンズ（英語版）は、"The lavishly-tooled Smith and Jones Coffee Table Book" （邦訳なし、『スミスとジョーンズの過分に精巧なコーヒーテーブルブック』）を出版した[14]。この本の装丁はまるでコーヒー・テーブルとして使えそうな見た目にデザインされている。
- 1987年のコメディ映画、『鬼ママを殺せ』のなかで、くりかえし用いられるネタ（英語版）として、登場人物の一人が、彼自身のセックスしたい女性有名人リストを載せたコーヒー・テーブル・ブックを書こうとするジョークが登場する。
- 1988年に発表されたアラン・ムーアのグラフィック・ノベル、『バットマン: キリングジョーク』の作中、バーバラ・ゴードンが狙撃を受けて倒れ込み、コーヒー・テーブルを粉砕してしまった後、ジョーカーは「彼女は自分自身がコーヒー・テーブル・ブック・エディションだと思っている」と仄めかすが、これは、彼曰く、元司書によく見られる心理的愁訴として見られる行動である。
- シチュエーション・コメディ番組、『となりのサインフェルド』の第4シーズン（1993年-1994年）では、主要キャラクターのコズモ・クレイマー（英語版）がコーヒー・テーブルについてのコーヒー・テーブル・ブックを書こうとするストーリー・アーク（英語版）がある。彼の書こうとするこの本は、表紙部分にいくつかの脚とコースターを内蔵し、それ自体が小さなコーヒーテーブルとして使えるものであった。ペンダント・パブリッシングに勤める編集者のエレーヌべネスは彼のアイディアを良しとしなかったが、本のコンセプトを知った彼女のボスは実際に本として製作してしまう。
- アメリカ合衆国のカートゥーン、ファミリー・ガイの、2012年に公開されたエピソード"You Can't Do That on Television, Peter"の劇中、 主人公のピーターは、ジョー・スワンソン、 グレン・クアグマイアらと共に、1980年代のジーンズを履いたレズビアンの尻のコーヒー・テーブル・ブックを作っていることに触れる。
- 深夜トーク番組『コナン（英語版）』に、「売れなかったコーヒー・テーブル・ブック」というスケッチ・コメディーが登場する。これは、コナン・オブライエンが実際には存在しない、例えば「両目を寄せた映画スターたち」といった、偽のコーヒー・テーブル・ブックについて、無意味で珍妙な前提に基づいたレビューを行うものである。